# Войнишки паметник (Горни Романци)
Войнишкият паметник в Горни Романци в издигнат в памет на загиналите в Балканската, Междусъюзническата, Първата и Втората световни войни. Той е исторически паметник на културата, на който се отдава военна чест.
Паметникът се намира близо до училището. Има формата на четиристенна пирамида. Направен е от дялън камък с височина 150 cm и страни по 50 cm. На лицевата му страна е изписано: От признателните родители и селяни за спомен на геройски загиналите войници от Горни Романци през войните от 1912 – 1918 г.

## Списък на загиналите

### Лицева страна
- Подофицери братя Петър и Димитър Андрееви
- Подофицер Ставри Димитров
- Подофицер Боян Георгиев

- Войници
  - Васа Георгиев
  - Веселин Илиев
  - Зеновил Кузев
  - Зара и Милан Соколови
  - Така Василев
  - Борис Котев
  - Борис Соколов
  - Иван Милошев
  - Петър Георгиев

### Лява страна
- Майор Михайл Петров – роден 1888 г.
- Подпоручик Георги Григоров – роден на 22 февруари 1892 г., убит на 13 юни 1913 г.

### Дясна страна
- Майор М. Петров

- Войници
  - Арсо Георгиев
  - Георги Николов
  - Ст. С. Конрев
  - Боян Зарев
  - Горян Стойков
  - Йота Богданов